# Calamo (scrittura)

Calamo ricavato da canna palustre

Il calamo, dal greco kàlamos (κάλαμος), è un pezzo di canna o giunco con un'estremità appuntita per potersene servire a usi scrittori. Venne sostituito dalla penna d'oca progressivamente, tra il VI e il IX secolo. Il calamo conferisce alla scrittura un contrasto tra pieni e filetti, ovvero un contrasto di spessore nei tratti.

## Storia
Il calamo era lo strumento più correntemente usato nella scrittura su papiro a Roma tra il I secolo a.C. e il II secolo d.C. Esso era adoperato tanto nelle scritture quotidiane, quanto nei libri d'uso corrente. Il calamo poteva essere a punta morbida o rigida e accanto a esso c'era l'abitudine di ricorrere a penne metalliche a inchiostro.

## Modalità di scrittura
Per scrivere con il calamo, generalmente si utilizzavano due modalità principali:
- incidendo materiale plasmabile, come le tavolette di cera o d'argilla. In questo caso lo strumento scrittorio viene chiamato, più propriamente, stilo.
Questa tecnica ha conferito la sua forma caratteristica alla scrittura cuneiforme: dei tratti in forma di cuneo, la cui estremità triangolare proveniva dalla pressione del calamo nell'argilla ancora tenera

- intinto nell'inchiostro, su di un papiro, una pergamena, un foglio di carta o qualunque altro supporto atto a essere scritto con l'inchiostro.
La calligrafia araba fa ancor oggi uso del calamo (qalam) anche se questa parola in arabo moderno ha finito per designare le normali penne per scrivere.

È probabile che lo stilo sia stato dapprima utilizzato come strumento per incidere nell'argilla, e che solo in un secondo momento esso sia stato adottato per scrivere con l'inchiostro, una tecnica sviluppatasi posteriormente, ed evolutasi, successivamente, con l'uso della penna d'oca e delle penne più moderne, stilografiche o a sfera

## Stilo per tavolette d'argilla

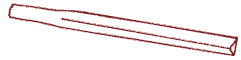
Stilo per tavoletta d'argilla

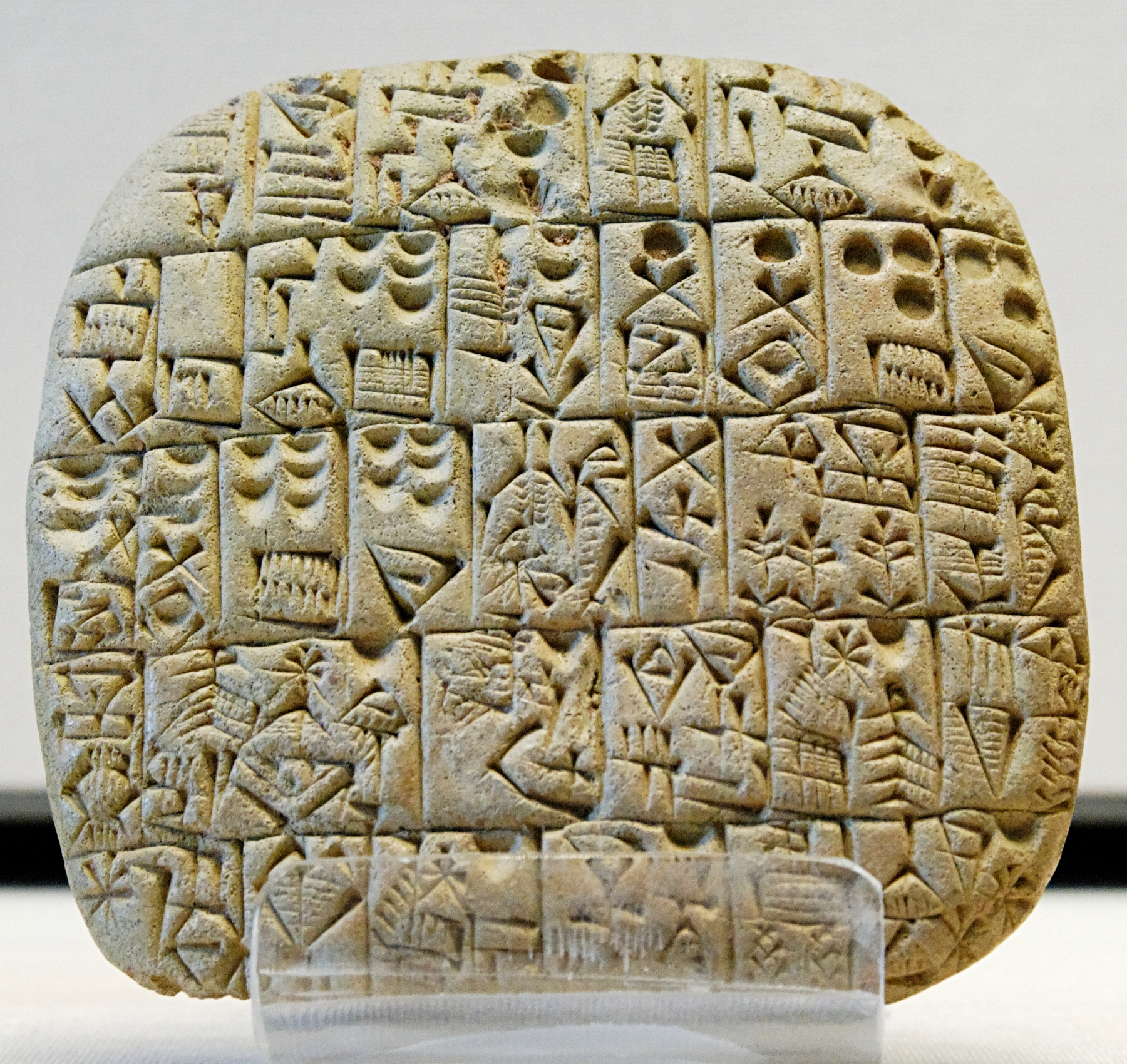
Tavoletta d'argilla scritta con un calamo

Intagliato in una canna o in un altro materiale, lo stilo utilizzato per le tavolette d'argilla mesopotamiche aveva, in genere, un'estremità triangolare, il cui uso permetteva di tracciare linee sottili perlopiù a forma di cuneo, e un dorso arrotondato, usando il quale si tracciavano segni circolari o semicircolari (usati di norma nella scrittura delle cifre).
Nella tavoletta riportata qui accanto sono ben visibili entrambi i tipi di tratti. Trattandosi di un contratto, vi vengono specificate delle cifre, con tratti circolari o semicircolari che sono particolarmente numerosi ed evidenti nella metà "superiore" (la tavoletta è coricata su un fianco), mentre per il resto sono numerosissimi i tratti "a cuneo" che danno il nome a questa scrittura.

## Calamo per scrivere con l'inchiostro

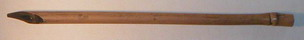
Calamo di bambù

Il calamo viene intagliato nella parte superiore di una canna proveniente da canneti dei paesi tropicali.
Per essere utilizzabile, la canna deve essere seccata. Questa operazione viene fatta mantenendola a una temperatura costante (ad esempio in un letamaio) fintantoché non ha perso la propria umidità e si è indurita; di colore biancastro al momento della raccolta, diventa bruno-rossiccio, talvolta più chiaro, talvolta più scuro, e talvolta perfino nero, a seconda del tipo di canna.
Quando la canna è secca, viene intagliata ponendola sul palmo della mano e tagliandola obliquamente con un coltello fino a farle assumere la forma desiderata. L'estremità così ottenuta viene successivamente rifinita in funzione della larghezza della punta che si vuole ottenere. Infine, sull'estremità della punta viene fatta una fessura di qualche centimetro e si fa un intaglio obliquo usando un apposito strumento, una sorta di tavoletta di supporto (denominata makta presso gli Ottomani), in modo da ottenere un angolo di scrittura confacente alla mano dello scriba.
Il calamo viene ritagliato abbastanza spesso perché l'estremità della punta a contatto con la carta si consuma rapidamente.
Possono essere utilizzati altri materiali, come il bambù. Per esempio, nella scrittura dongba dei Naxi, un germoglio sottile e duro di un albero della Malaysia, assai resistente e che non necessita di essere continuamente tagliato, viene inserito in una canna a mo' di punta di penna.

## Linguistica
Un errore di scrittura viene talvolta chiamato lapsus calami, equivalente scritto di lapsus linguae.

## Cultura
- La sūra LXVIII del Corano porta il nome di "Sura del calamo", perché in essa si fa menzione dell'uso del calamo.
- La Torah viene scritta con un calamo su pergamena.